# Райнгард Дівіс
Райнгард Дівіс (нім. Reinhard Divis; 4 липня 1975, м. Відень, Австрія) — австрійський хокеїст, воротар.  
Вихованець хокейної школи ВАТ Штадлау. Виступав за ФЕУ «Фельдкірх», ХК «Лександс», «Сент-Луїс Блюз», «Вустер АйсКетс» (АХЛ), «Пеорія Рівермен» (АХЛ), «Філлахер», «Ред Булл» (Зальцбург), «Фер'єстад» (Карлстад), «Відень Кепіталс».
В регулярному чемпіонаті Національної хокейної ліги провів 28 матчів, у Кубку Стенлі — 1.
У складі національної збірної Австрії учасник зимових Олімпійських ігор 1998 і 2002, учасник чемпіонатів світу 1996, 1997, 1999, 2000, 2001, 2004, 2006 (дивізіон I), 2007 і 2010 (дивізіон I). У складі молодіжної збірної Австрії учасник чемпіонатів світу 1994 (група B) і 1995 (група B). У складі юніорської збірної Австрії учасник чемпіонатів Європи 1992 (група B) і 1993 (група B).
Брати: Раймунд Дівіс і Роланд Дівіс.
Досягнення
- Чемпіон Австрії (1994, 1995, 1996, 1997, 1998, 2007, 2008, 2010, 2011)
- Чемпіон Швеції (2009)
- Чемпіон Євроліги (1998)
- Володар Континентального кубка (2010), срібний призер (2011).